# Франкенвини (филм из 2012)
Франкенвини (енгл. Frankenweenie) амерички је 3D кадар по кадар научнофантастично-хумористички хорор филм из 2012. године, редитеља Тима Бертона и продуцента Walt Disney Pictures-а. Дугометражни је римејк Бертоновог истоименог кратког филма из 1984. и такође је пародија и омаж филма Франкенштајн из 1931, темељен на књизи Мери Шели из 1818. године, Франкенштајн или модерни Прометеј. Гласовне улоге садрже глумце који су радили са Бертоном на претходним филмовима: Винона Рајдер (Битлђус и Едвард Маказоруки), Мартин Шорт (Марс напада), Кетрин О’Хара (Битлђус и Ноћна мора пре Божића), Мартин Ландау (Ед Вуд и Успавана долина) и Кончита Фарели (Едвард Маказоруки), заједно са неким новим гласовним глумцима, као што су Чарли Тахан и Атик Шафер.
У филму, дечак по имену Виктор Франкенштајн користи моћ струје да васкрсне свог мртвог бул-теријера, Спаркија, али га вршњаци уцењују да открије како могу да реанимирају своје умрле кућне љубимце и друга створења, што доводи до хаоса. Смешни филм садржи бројне референце и пародије везане за књигу, претходне филмске верзије књиге, друге књижевне класике и друге филмове које је Бартон режирао.
Франкенвини, први црно-бели дугометражни филм и први кадар по кадар филм објављен у IMAX 3D-у, објављен је 5. октобра 2012. године у Сједињеним Државама и наишао је на позитивне критике и умерене приходе на биоскопским благајнама. Филм је објављен 10. јануара 2013. године у Србији, дистрибутера Taramount Film-а. Филм је освојио награду Сатурн за најбољи анимирани филм и номинован је за Оскара; Златни глобус; БАФТА и награду Ени за најбољи анимирани филм у свакој категорији.

## Радња
Виктор Франкенштајн, млади научник, живи са родитељима и својим вољеним псом бул-теријера, Спаркијем, у мирном граду Нове Холандије. Викторову интелигенцију препознају његови другови у школи, укључујући његову мрачну комшиницу, Елзу ван Хелсинг, несташног Едгара „Е” Гора, гојазног и лаковерног Боба, претерано самоувереног Тошиакија, језивог Насора и ексцентричну девојку са надимком „Чудна Девојка”. Упркос њиховом дивљењу према њему, он мало комуницира са њима због свог односа са својим псом. Забринут због изолације свог сина, Викторов отац га охрабрује да се бави бејзболом и постигне достигнућа ван науке. Виктор погађа хоум-ран у својој првој утакмици; Спарки, видевши Викторов ударац, бежи од трибине да појури за лоптом, када га удара и убија аутомобил, остављајући Виктора тужног.
Инспирисан демонстрацијом свог новог наставника науке, господина Ржикрускија, о утицају струје на мртве жабе, Виктор ископава Спаркија, доводи га у своју импровизовану лабораторију на тавану и успешно га реанимира ударом грома. Видевши мачку Чудне Девојке, господина Вискерса, васкрсли Спарки бежи са тавана и истражује комшилук. Препознаје га Едгар, који уцењује Виктора да га научи како да оживи мртве. Заједно, њих двоје реанимирају мртвог златног караша који постаје невидљив због грешке у експерименту. Едгар се хвали рибом својим друговима из разреда, али када покуша да је покаже скептичном Насору, она је нестала, што га је навело на нагађање да могу да трају само кратко. У страху од губитка предстојећег сајма науке, Тошиаки и Боб праве ракету од боца соде, због чега Боб сломи руку. Господин Ржикруски је окривљен за несрећу и отпуштен. Наставник физичког га замењује; пре него што господин Ржикруски напусти град, саветује Виктора да мудро користи науку.
Када се Едгар суочи са Тошиакијем, Насором и Бобом на бејзбол терену у школи, он случајно открива Викторове поступке, инспиришући их да покушају да реанимирају сами себе. Викторови родитељи откривају Спаркија на тавану и уплашени су, након чега је пас побегао. Суочен са својим родитељима, Виктор их подсећа да, уколико жече, могу да врате Спаркија, али му они говоре да, иако је то истина, такође је другачије јер не могу и кажу Виктору да је оно што је урадио, враћајући Спаркија, било изузетно озбиљно, али и разумеју његов очај да поново буде са Спаркијем и одлуче да му помогну да пронађе свог пса. Док Виктор и његови родитељи траже Спаркија, другови из разреда упадају у лабораторију, откривајући Викторову формулу за реанимацију. Другови из разреда одвојено изводе своје експерименте, који иду по злу и претварају мртве животиње у чудовишта: господин Вискерс држи мртвог слепог миша док га удара струја, што доводи до тога да он постаје монструозна вампирска мачка, Едгар претвара мртвог пацова којег је пронашао у смећу у чудовиште, Насор оживљава свог мумифицираног хрчка, Колоса, Тошиакијева корњача, Шели, прекривена је чудом грума и претвара се у чудовиште налик Гамери, а Бобови морски мајмуни израстају у водоземне хуманоиде сличне Гремлину. Чудовишта долазе на градски сајам, где праве пустош.
Након што је пронашао Спаркија на градском гробљу кућних љубимаца, Виктор види чудовишта како иду на сајам и одлази са својим друговима из разреда да им помогну у решавању; морски мајмуни експлодирају након што поједу кокице прекривене сољу, а Шели нагази Колоса, док се пацов и Шели враћају у првобитни, мртви облик након што су обоје погођени струјом. Током хаоса, Персефону, Елзину пудлицу љубимца, зграби господин Вискерс и однесе је до градске ветрењаче, док га Елза и Виктор јуре. Мештани криве Спаркија за Елзин нестанак и јуре га до ветрењаче, коју Елзин ујак случајно запали својом бакљом. Виктор и Спарки улазе у запаљену ветрењачу и спасавају Елзу и Персефону, али Виктор је заробљен унутра. Спарки спасава Виктора, али га господин Вискенс увлачи назад унутра, кога је за време њиховог сукоба набио на колац пламени комад дрвета пре него што се ветрењача сруши на Спаркија, поново га убивши. Да би га наградили за његову храброст и спасење Виктора, грађани се окупљају и оживе Спаркија својим акумулаторима. Персефона трчи до Спаркија и они се љубе.

## Улоге
| Улога               | Оригинални глас      |
| ------------------- | -------------------- |
| Виктор Франкенштајн | Чарли Тахан          |
| Спарки              | Френк Велкер         |
| Едвард Франкенштајн | Мартин Шорт          |
| Сузан Франкенштајн  | Кетрин О’Хара        |
| господин Ржикруски  | Мартин Ландау        |
| Елза ван Хелсинг    | Винона Рајдер        |
| Едгар „Е” Гор       | Атик Шафер           |
| Боб                 | Роберт Капрон        |
| Бобова мајка        | Кончита Фарели       |
| Тошиаки             | Џејмс Хиројуки Лијао |